# Хурезань (комуна)
Хурезань, Хурезані (рум. Hurezani) — комуна у повіті Горж в Румунії. До складу комуни входять такі села (дані про населення за 2002 рік):
- Бусуйоч (438 осіб)
- Педжень (344 особи)
- Плопу (253 особи)
- Тотя-де-Хурезань (293 особи)
- Хурезань (515 осіб) — адміністративний центр комуни

Комуна розташована на відстані 198 км на захід від Бухареста, 39 км на південний схід від Тиргу-Жіу, 54 км на північ від Крайови.

## Населення
За даними перепису населення 2002 року у комуні проживали 1843 особи. Усі жителі комуни рідною мовою назвали румунську. За віросповіданням усі жителі комуни — православні.
Національний склад населення комуни:
| Національність | Кількість осіб | Відсоток |
| -------------- | -------------- | -------- |
| румуни         | 1837           | 99,7%    |
| цигани         | 6              | 0,3%     |